# Atorvastatin
Atorvastatin ist ein Arzneistoff aus der Gruppe der Statine, der zur Therapie der Hypercholesterinämie eingesetzt wird. Er kam 1997 in den USA als Lipitor, in Deutschland als Sortis auf den Markt, das bis 2017 mit einem Gesamtumsatz von 142 Milliarden US-Dollar das umsatzstärkste Medikament weltweit war.
Entwickelt wurde Atorvastatin 1985 von dem US-amerikanischen Chemiker Bruce D. Roth.

## Wirkmechanismus
Atorvastatin ist ein kompetitiver HMG-CoA-Reduktasehemmer. Die HMG-CoA-Reduktase wirkt als Katalysator bei der Reduktion des 3-Hydroxy-3-methylglutaryl-Coenzyms A (HMG-CoA) zu Mevalonat, welche einen begrenzenden Schritt in der hepatischen Cholesterinsynthese darstellt.
Durch die Absenkung der Cholesterinsynthese steigern die Leberzellen die Anzahl der LDL-Rezeptoren auf der Zelloberfläche, sodass die LDL-Aufnahme in die Leberzelle erhöht und damit der LDL-Spiegel im Blut verringert wird.

## Wirkstärke
Atorvastatin galt bis Anfang 2009 als in den eingesetzten Dosierungen (10 bis 20, selten bis 80 mg pro Tag) als das am stärksten wirksame Statin auf dem deutschen Markt. Es ist etwa zwei- bis dreimal so stark wirksam wie Simvastatin (10 mg Atorvastatin entsprechen etwa 20–30 mg Simvastatin). Stärker als Atorvastatin ist das auf dem deutschen Markt seit Januar 2009 verfügbare Rosuvastatin.

## Nutzen
Im Rahmen der groß angelegten multizentrischen randomisierten kontrollierten Studie „Collaborative Atorvastatin Diabetes Study“ (CARDS) konnte gezeigt werden, dass die Behandlung mit Atorvastatin im Vergleich zu Placebo das Risiko für kardiovaskuläre Ereignisse signifikant reduzieren kann. Die absolute Risikoreduktion betrug 3,2 Prozentpunkte. Das bedeutet, dass in der Atorvastatin-Gruppe 3,2 % weniger Patienten kardiovaskuläre Ereignisse wie Herzinfarkte, Schlaganfälle oder Koronarinterventionen erlitten, als in der Placebogruppe.

## Nebenwirkungen
Atorvastatin kann u. a. Störungen des Magen-Darm-Traktes (Durchfall, Verstopfung, Blähungen), Müdigkeit, Muskelschmerzen sowie Kopf- und Gelenkschmerzen verursachen.
Zu den schwerwiegenden, wenn auch seltenen, Nebenwirkungen gehören toxische Myopathien (Herzerkrankungen), die tödlich verlaufen können.
Neuere Studien zeigen ein erhöhtes Diabetes-mellitus-Risiko durch Statine, wenn auch das Nutzen-Risiko-Verhältnis offenbar günstig ist.

## Marktbedeutung/Therapievorteile

### Weltmarkt

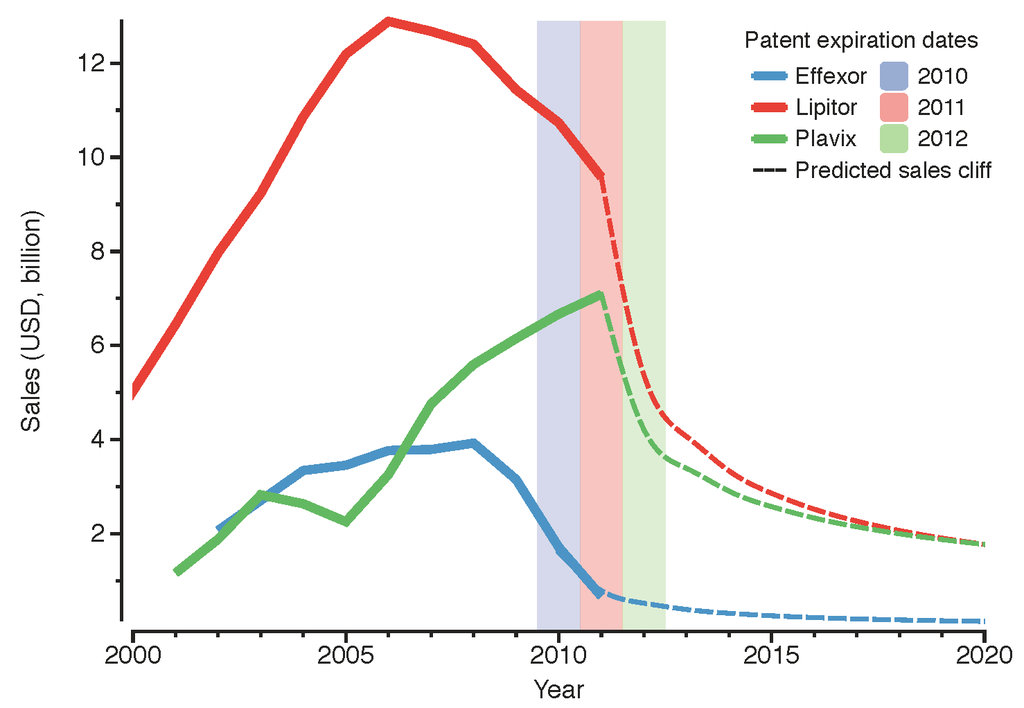
Umsatz von Atorvastatin (Lipitor) in orange (ab 2012 Vorhersage). Nach Calo-Fernández et al., 2012.

Das von  Warner-Lambert 1997 in den USA als Lipitor und in Deutschland als Sortis eingeführte Atorvastatin galt bis 2017 mit einem Gesamtumsatz von 142 Milliarden US-Dollar als umsatzstärkstes Medikament weltweit. 2000 fiel die Lizenz durch die Firmenübernahme von Warner-Lambert an Pfizer. 2003 war Lipitor mit einem Anteil von etwa 50 Prozent in den USA Marktführer in der Kategorie der Cholesterinsenker. Im Jahr 2005 erzielte Lipitor einen Umsatz von weltweit 12,2 Milliarden US-Dollar. 2008 hatte es auf dem weltweiten Statinmarkt einen Marktanteil von ca. 40–50 % und erbrachte Pfizer einen Umsatz von 12,4 Milliarden Dollar. Auch noch 2011 war Lipitor mit einem Umsatz von 12,264 Milliarden Dollar auf Platz 1 der weltweit umsatzstärksten Medikamente. Nach dem Verlust des Patentschutzes (November 2011 in USA, Mitte 2012 in Europa) brachen die Umsätze ein. Im Jahr 2019 belief sich Pfizers Umsatz mit Lipitor auf rund 1,97 Milliarden US-Dollar.

### Deutschland

Stellenwert von Atorvastatin (pink/rosa) unter den GKV-Verordnungen in Deutschland. Patentablauf Simvastatin: 2003, Patentablauf Atorvastatin: 2012. (Absolute Zahlen 2002 und 2003 nicht angegeben, da wegen Definitionsänderung der DDD im Jahr 2008 nicht mit späteren Daten vergleichbar). Quellen: AVR, IGES.

Auf dem deutschen Markt lag der Marktanteil Ende 2003 unter den Statinen bei etwa 50 %. Anfang 2004 trat eine Gesundheitsreform in Kraft, die für alle Statine einen Festbetrag vorgab. Die Firma Pfizer beschloss, die Preise für Sortis nicht an die Festbeträge anzupassen, sodass seitdem bei der Verordnung von Sortis eine höhere Zuzahlung für die Patienten anfiel. Begründet wurde diese Maßnahme seitens des Herstellers mit wirtschaftlichen Gründen im internationalen Zusammenhang. Infolge dieser Aktion sank nach Kassenangaben der Marktanteil der zu Lasten der gesetzlichen Krankenversicherung verordneten Sortis-Packungen in Deutschland 2005 auf unter 5 Prozent. Der Marktanteil bei den privaten Krankenversicherungen betrug im gleichen Zeitraum über 50 Prozent. Am 7. Mai 2012 lief der Patentschutz für Atorvastatin aus; seit dem 8. Mai 2012 ist der Wirkstoff damit frei für Generikaanbieter und auch in Deutschland  als Generikum erhältlich. Da laut Studie mehr als 50 % der Patienten, die sich bereits in Therapie z. B. mit Simvastatin befinden, einen nicht ausreichend gesenkten LDL- und Gesamtcholesterinspiegel haben, ist Atorvastatin für Kassenpatienten mit einer besseren Wirksamkeit zu einem ähnlichen Preis eine Alternative. Bei den zu Lasten der gesetzlichen Krankenversicherung (GKV) verordneten Lipidsenker überholte Atorvastatin 2019 mit 1174 verordneten definierten Tagesdosen (Zuwachs gegenüber Vorjahr +20,1 %) erstmals Simvastatin, das bis dahin lange Zeit die Wirkstoffgruppe anführte.

## Salze
| Salz          | Name | Stöchiom.   | CAS‑Nummer   | ChemSpider | PubChem  | Wikidata  |
| ------------- | --- | ----------- | ------------ | ---------- | -------- | --------- |
| Calciumsalz   | Atorvastatin-Hemicalcium                                                                                             | 2 : 1       | 134523-03-8  | 54809      | 60822    | Q27888052 |
| Calciumsalz   | Atorvastatin-Hemicalcium · 0,25 H2O                                                                                  | 2 : 1 : 0,5 | 357164-38-6  | 16788213   | 20112005 |           |
| Calciumsalz   | Atorvastatin-Hemicalcium · 1,5 H2O (Atorvastatin-Hemicalcium-Sesquihydrat, Atorvastatin-Calcium-Trihydrat [Ph.Eur.]) | 2 : 1 : 3   | 344423-98-9  | 571124     | 656846   | Q27105879 |
| Calciumsalz   | Atorvastatin-Hemicalcium · 3 H2O                                                                                     | 2 : 1 : 6   | 344920-08-7  |            | 71311905 |           |
| Calciumsalz   | Atorvastatin-Hemicalcium-Propylenglycol (2:1)                                                                        | 2 : 1       | 1040350-07-9 | 32701736   | 51039411 | Q27294685 |
| Magnesiumsalz | Atorvastatin-Hemimagnesium                                                                                           | 2 : 1       | 874114-41-7  | 9825801    | 11651062 | Q27280918 |
| Magnesiumsalz | Atorvastatin-Hemimagnesium · 1,5 H2O                                                                                 | 2 : 1 : 3   | 1035609-19-8 | 32700983   | 24849182 | Q27288555 |
| Lysinsalz     | Atorvastatin-Lysin                                                                                                   | 1 : 1       | 609843-23-4  |            | 9939961  |           |
| Natriumsalz   | Atorvastatin-Natrium                                                                                                 | 1 : 1       | 134523-01-6  | 9767070    | 23665101 | Q27276490 |

Pharmazeutisch wird in der Regel das Calciumsalz eingesetzt. Atorvastatin-Calcium-Trihydrat ist ein weißes bis fast weißes Pulver und weist Polymorphie auf. Es ist sehr schwer löslich in Wasser, schwer löslich in Ethanol (96 %) und praktisch unlöslich in Methylenchlorid.

## Handelsnamen
Monopräparate
Sortis (D, A, CH); Atoris (D) und weitere Generika (D, A, CH)
Kombinationspräparate
- mit Amlodipin: Caduet (A, CH) und Generika
- mit Ramipril und Acetylsalicylsäure: Sincronium (DE), Iltria (DE)
- mit Ezetimib: Atozet, Tioblis